# Lapachito
Lapachito es una localidad y municipio argentino, situado en el Departamento General Donovan de la provincia del Chaco. La localidad se originó sobre una estación de tren del Ferrocarril General Belgrano.

## Historia

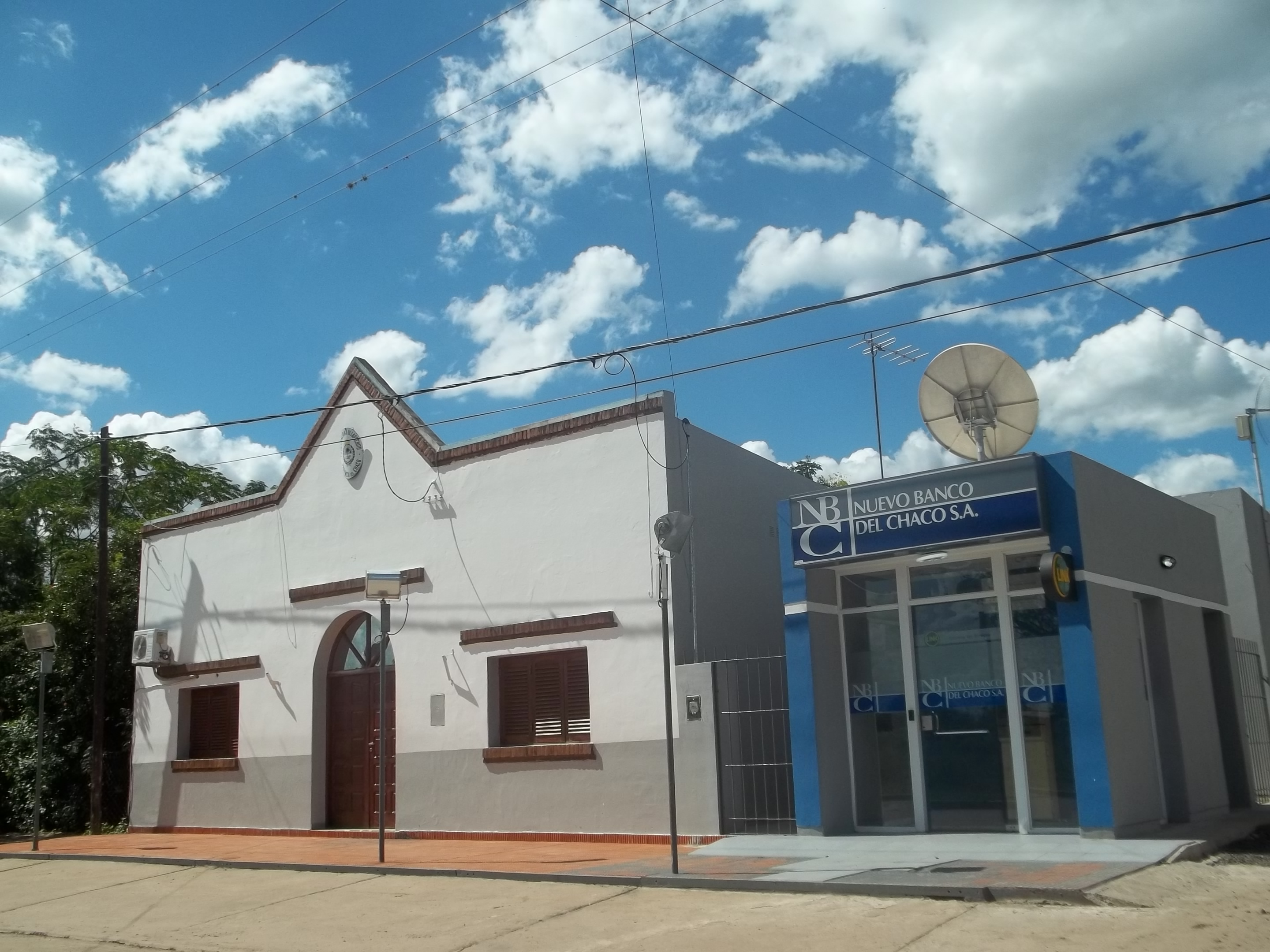
Municipalidad de Lapachito.

Lapachito surgió como pueblo tras la llegada de Hortensio Quijano, posterior vicepresidente de Juan Domingo Perón, quien instaló un aserradero y una estación de ferrocarril en 1922. La estación de ferrocarril vinculó con un riel de trocha angosta la estación del Ferrocarril General Belgrano existente en Lapachito con la actual localidad de General José de San Martín. La estación de dicho ferrocarril (ramal hoy levantado) y casa de Quijano es un museo y sitio histórico provincial.

## Vías de comunicación

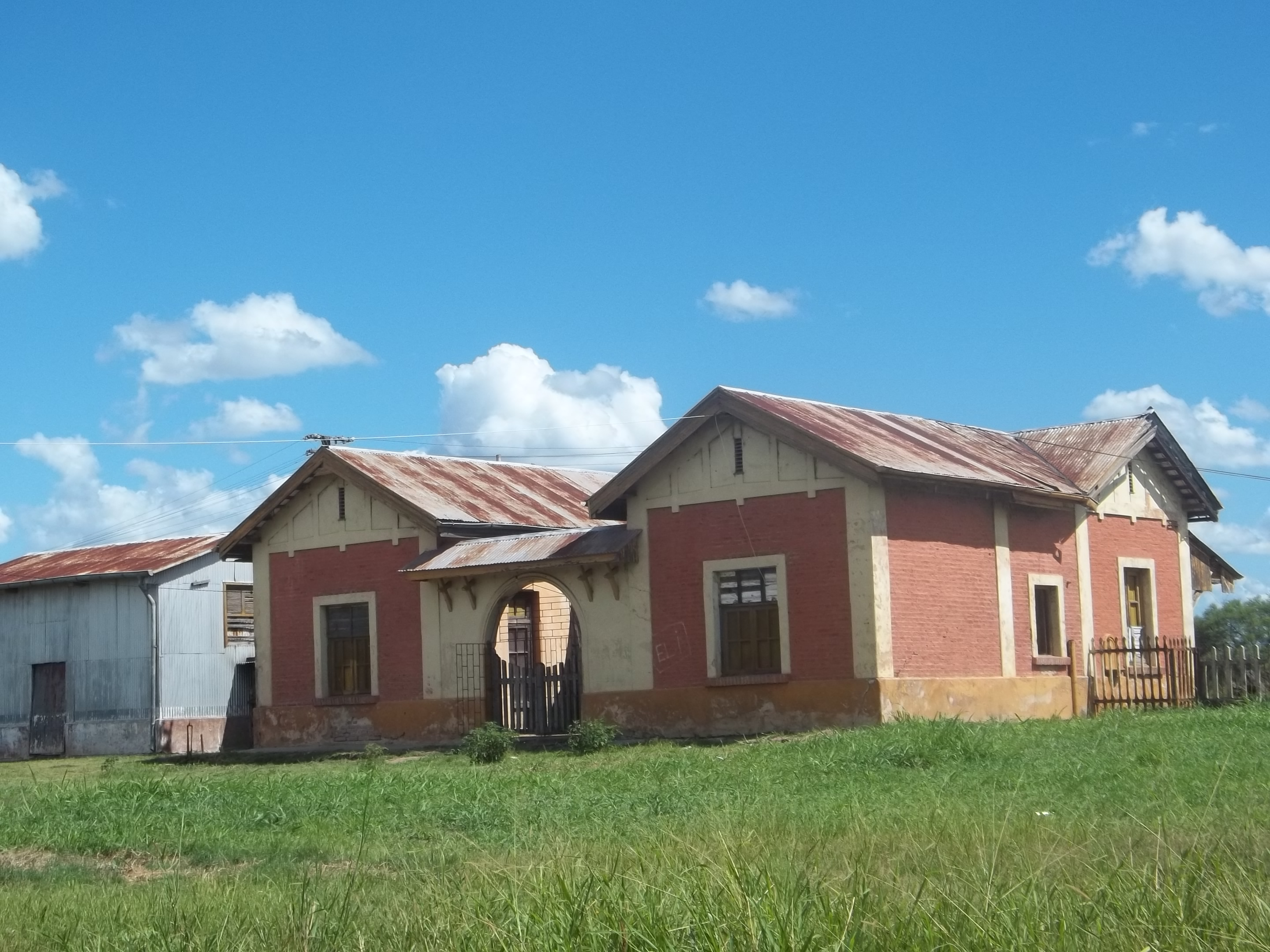
Estación de trenes de Lapachito.

Se halla en el km 66 de la Ruta Nacional 16, la cual es la principal vía de comunicación enlazándola al este, cabina de peaje de por medio, con Makallé y más al sudeste con la capital provincial Resistencia, y al noroeste con Presidencia de la Plaza. Otra ruta importante es la provincial 2, que la comunica al sur con Estación General Obligado.

## Población
Cuenta con 888 habitantes (Indec, 2010), lo que representa un incremento del 8% frente a los 822 habitantes (Indec, 2001) del censo anterior. En el municipio la población alcanzaba los 1448 habitantes (Indec, 2001).

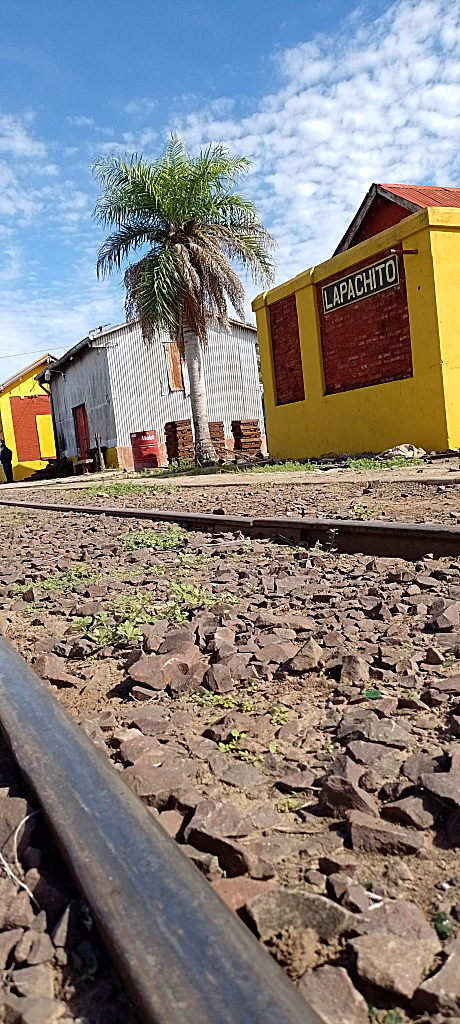
Estación de Trenes

| Gráfica de evolución demográfica de Lapachito entre 1991 y 2010 |
|                                                                 |
| Fuente: Censos nacionales del INDEC                             |